# Оріо-аль-Серіо
Оріо-аль-Серіо (італ. Orio al Serio) — муніципалітет в Італії, у регіоні Ломбардія,  провінція Бергамо.
Оріо-аль-Серіо розташоване на відстані близько 480 км на північний захід від Рима, 50 км на північний схід від Мілана, 3 км на південний схід від Бергамо. В місті розташовано аеропорт.
Населення — 1791 особа (2014).

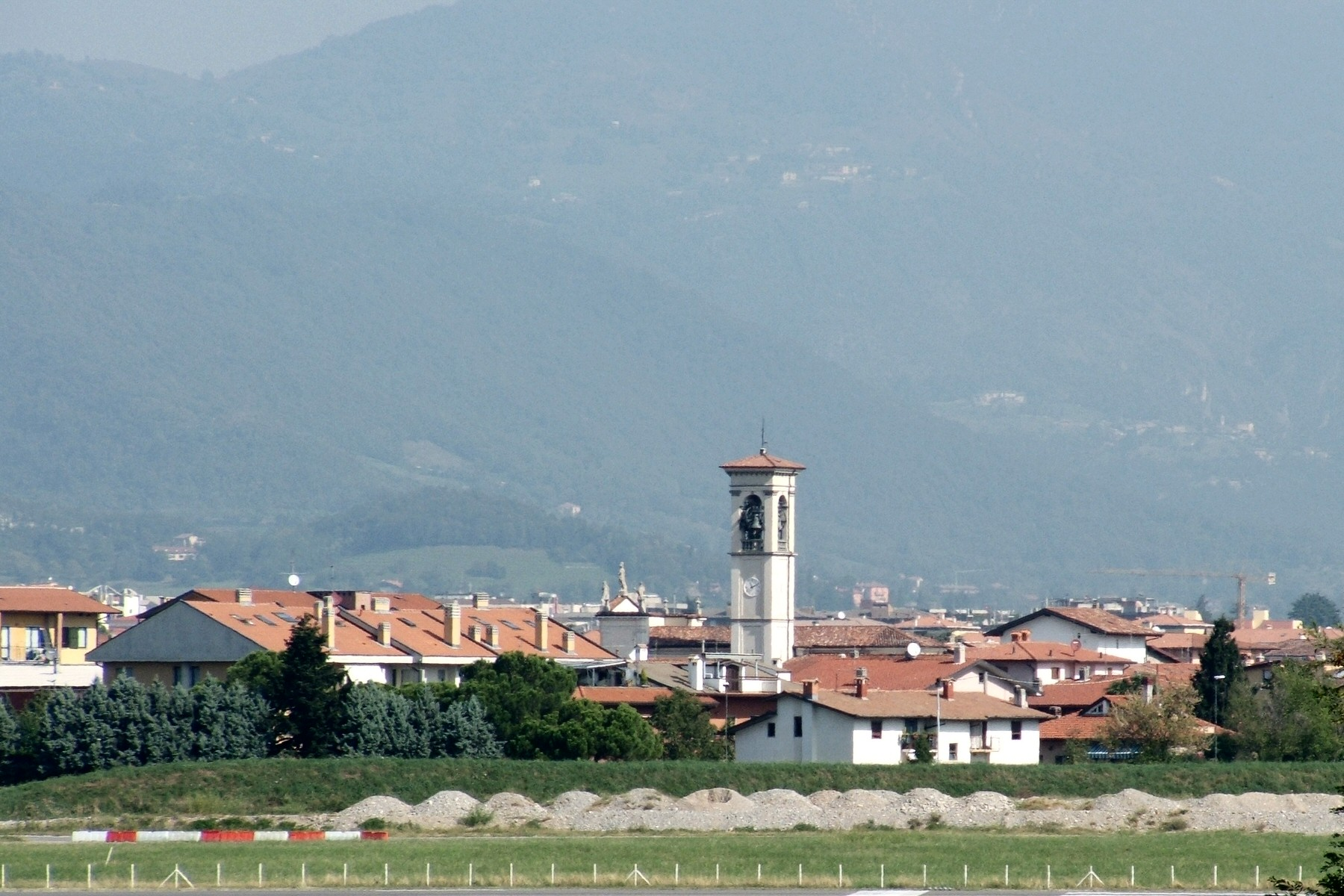

Щорічний фестиваль відбувається 23 квітня. Покровитель — святий Юрій.

## Демографія
Населення за роками:

Станом на 1 січня 2023 року в муніципалітеті офіційно проживало 190 іноземців з 29 країн, серед них 36 громадян країн Євросоюзу та 4 громадяни України.

## Сусідні муніципалітети
- Аццано-Сан-Паоло
- Бергамо
- Грассоббіо
- Серіате
- Цаніка